# カンポーリの聖母
『カンポーリの聖母』（カンポーリのせいぼ、伊: Madonna Campori）は、コレッジョが制作した板上の油彩画である。
画家のヴィンチェンツォ・ラゾーリによりコレッジョへの帰属がなされた。作品は、現在、モデナのエステンセ美術館に収蔵されている。
本作は、様式的に『聖母子と幼児洗礼者ヨハネ』、およびカーメラ・ディ・サン・パオロのフレスコ画とほぼ同時期の1517-1518年ごろに制作されたと考えられる。コレッジョがレオナルド・ダ・ヴィンチの影響から離れてラファエロの影響、特に『フォリーニョの聖母』と『テンピの聖母』の影響を受けていることを示している。

## 歴史
1894年にマルケーゼ・ジュゼッペ・カンポーリは、現在の所蔵先であるエステンセ美術館に本作を残した。誰が作品を依頼したのかは判明していないが、1894年以前は、マントヴァ近くのソリエーラ城の礼拝堂にあったが、1636年以降、城はカンポーリの邸宅の一部であった。

## 関連作品

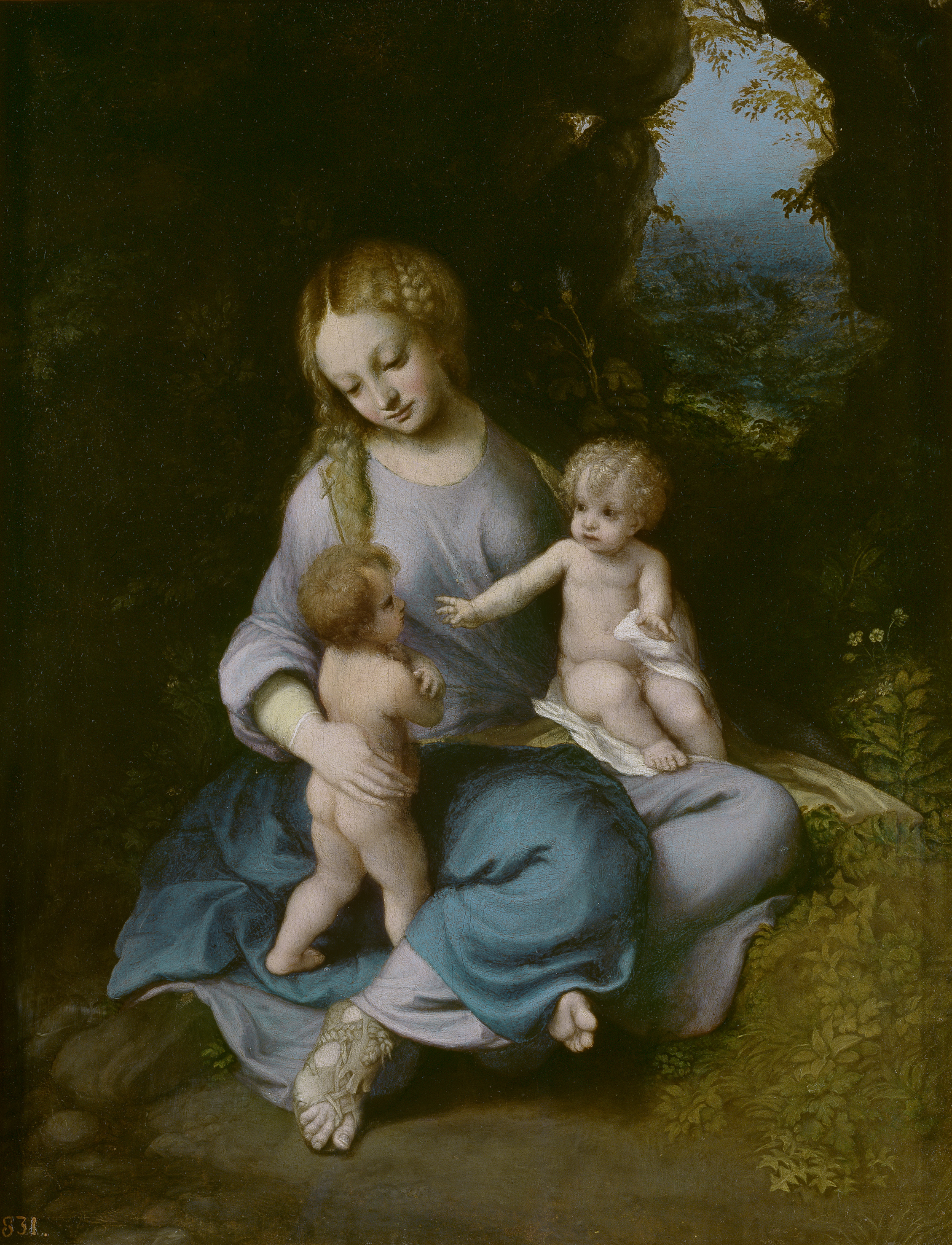
コレッジョ『聖母子と幼児洗礼者ヨハネ』(1518年ごろ)、プラド美術館 (マドリード)
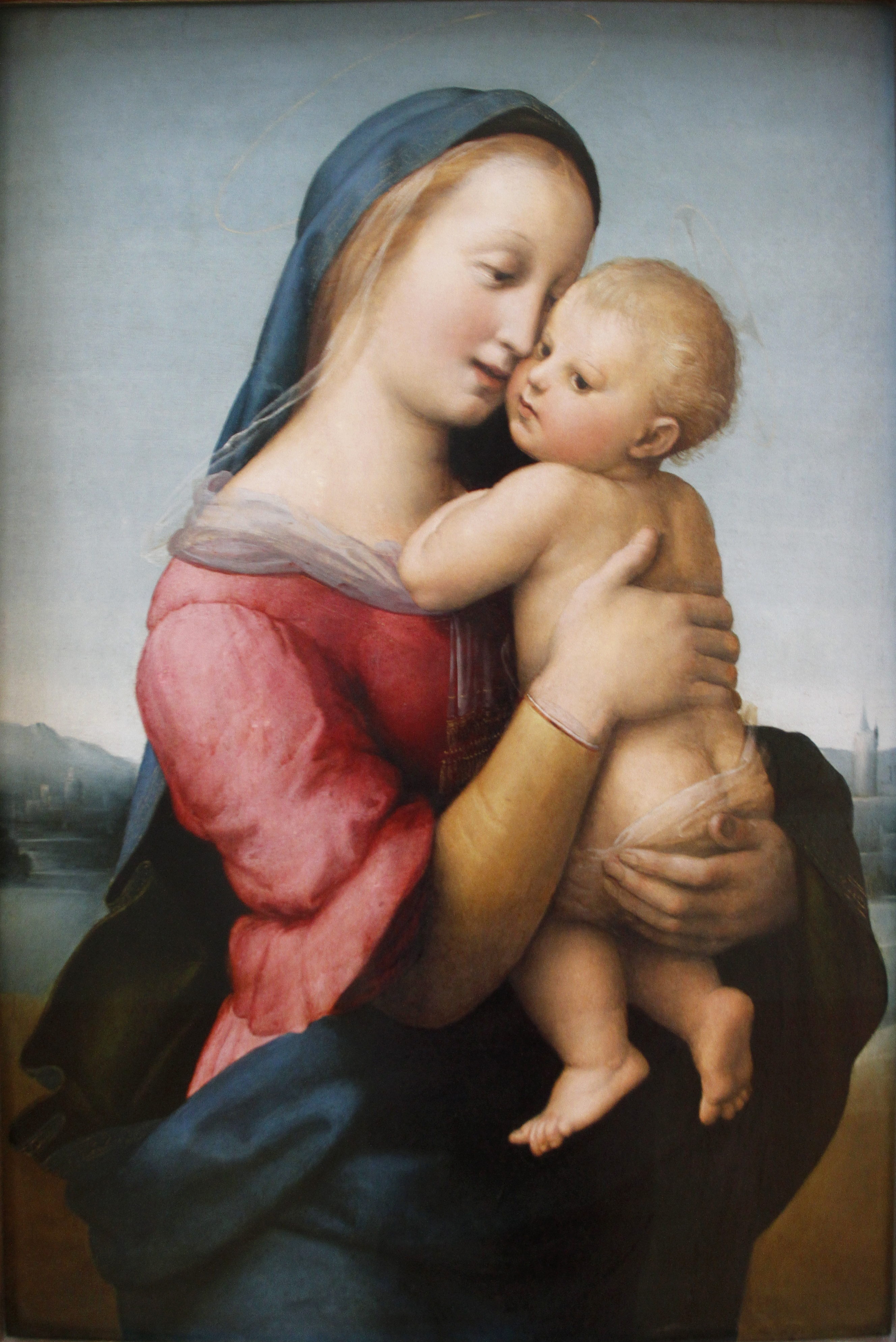
ラファエロ『テンピの聖母』(1508年ごろ)、アルテ・ピナコテーク (ミュンヘン)
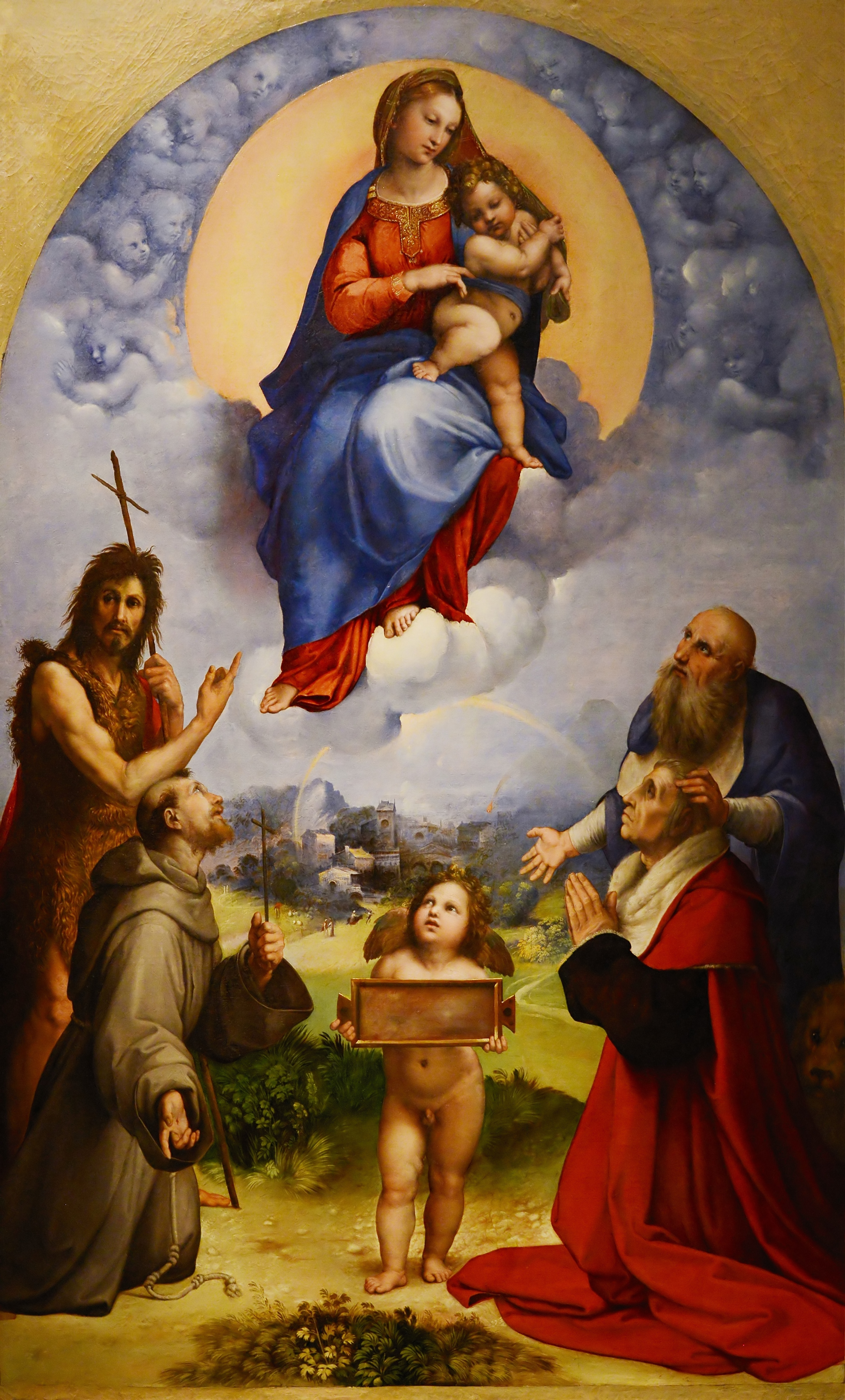
ラファエロ『フォリーニョの聖母』(1511-1512年ごろ)、ヴァチカン美術館 (ローマ)